# Liga de baloncesto de Corea
La Liga de Baloncesto de Corea (Korean Basketball League o KBL) es la liga de baloncesto profesional de Corea del Sur. Inició sus actividades en 1997.

## Equipos actuales
Actualmente la KBL la componen 10 clubes:
| - Ulsan Mobis Phoebus - Busan Kia Enterprise (1997–2001) - Seoul Samsung Thunders - Suwon Samsung Thunders (1997–2001) - Anyang KGC - Anyang SBS Stars (1997–2005) - Seoul SK Knights - Cheongju Jinro McCass (1997) - Changwon LG Sakers - Gyeongnam LG Sakers (1997–1998) - Goyang Dayone Sports - Daegu Tongyang Orions (1997–2003) | - Daegu KOGAS Pegasus - Incheon Daewoo Securities Zeus (1997–1998) - Busan KCC Egis - Daejeon Hyundai Dynat (1997–1999) - Suwon KT Sonicboom - Gwangju Nasan Flamans (1997–1999) - Wonju DB Promy - Wonju Naray Blue Bird (1997–1999) |

## Palmarés
| 1997      | Busan Kia Enterprise                       | 4–1                                        | Wonju Naray Blue Bird                      | Kang Dong-hee (Kia)                        |                                            |                                            |
| 1997–98   | Daejeon Hyundai Dynat                      | 4–3                                        | Busan Kia Enterprise                       | Hur Jae (Kia)                              |                                            |                                            |
| 1998–99   | Daejeon Hyundai Dynat                      | 4–1                                        | Busan Kia Enterprise                       | Cho Sung-won (Hyundai)                     |                                            |                                            |
| 1999–2000 | Cheongju SK Knights                        | 4–2                                        | Daejeon Hyundai Gullivers                  | Seo Jang-hoon (SK)                         |                                            |                                            |
| 2000–01   | Suwon Samsung Thunders                     | 4–1                                        | Changwon LG Sakers                         | Joo Hee-jung (Samsung)                     |                                            |                                            |
| 2001–02   | Daegu Tongyang Orions                      | 4–3                                        | Seoul SK Knights                           | Marcus Hicks (Tongyang)                    |                                            |                                            |
| 2002–03   | Wonju TG Xers                              | 4–2                                        | Daegu Tongyang Orions                      | David Jackson (TG)                         |                                            |                                            |
| 2003–04   | Jeonju KCC Egis                            | 4–3                                        | Wonju TG Sambo Xers                        | Lee Sang-min (KCC)                         |                                            |                                            |
| 2004–05   | Wonju TG Sambo Xers                        | 4–2                                        | Jeonju KCC Egis                            | Kim Joo-sung (TG Sambo)                    |                                            |                                            |
| 2005–06   | Seoul Samsung Thunders                     | 4–0                                        | Ulsan Mobis Phoebus                        | Kang Hyuk (Samsung)                        |                                            |                                            |
| 2006–07   | Ulsan Mobis Phoebus                        | 4–3                                        | Busan KTF Magic Wings                      | Yang Dong-geun (Mobis)                     |                                            |                                            |
| 2007–08   | Wonju Dongbu Promy                         | 4–1                                        | Seoul Samsung Thunders                     | Kim Joo-sung (Dongbu)                      |                                            |                                            |
| 2008–09   | Jeonju KCC Egis                            | 4–3                                        | Seoul Samsung Thunders                     | Choo Seung-kyun (KCC)                      |                                            |                                            |
| 2009–10   | Ulsan Mobis Phoebus                        | 4–2                                        | Jeonju KCC Egis                            | Ham Ji-hoon (Mobis)                        |                                            |                                            |
| 2010–11   | Jeonju KCC Egis                            | 4–2                                        | Wonju Dongbu Promy                         | Ha Seung-jin (KCC)                         |                                            |                                            |
| 2011–12   | Anyang KGC                                 | 4–2                                        | Wonju Dongbu Promy                         | Oh Se-keun (KGC)                           |                                            |                                            |
| 2012–13   | Ulsan Mobis Phoebus                        | 4–0                                        | Seoul SK Knights                           | Yang Dong-geun (Mobis)                     |                                            |                                            |
| 2013–14   | Ulsan Mobis Phoebus                        | 4–2                                        | Changwon LG Sakers                         | Moon Tae-young (Mobis)                     |                                            |                                            |
| 2014–15   | Ulsan Mobis Phoebus                        | 4–0                                        | Wonju Dongbu Promy                         | Yang Dong-geun (Mobis)                     |                                            |                                            |
| 2015–16   | Goyang Orion Orions                        | 4–2                                        | Jeonju KCC Egis                            | Lee Seung-hyun (Orion)                     |                                            |                                            |
| 2016–17   | Anyang KGC                                 | 4–2                                        | Seoul Samsung Thunders                     | Oh Se-keun (KGC)                           |                                            |                                            |
| 2017–18   | Seoul SK Knights                           | 4–2                                        | Wonju DB Promy                             | Terrico White (SK)                         |                                            |                                            |
| 2018–19   | Ulsan Mobis Phoebus                        | 4–1                                        | Incheon ET Land Elephants                  | Lee Dae-seong (Mobis)                      |                                            |                                            |
| 2019–20   | Cancelada debido a la Pandemia de COVID-19 | Cancelada debido a la Pandemia de COVID-19 | Cancelada debido a la Pandemia de COVID-19 | Cancelada debido a la Pandemia de COVID-19 | Cancelada debido a la Pandemia de COVID-19 | Cancelada debido a la Pandemia de COVID-19 |
| 2020–21   | Anyang KGC                                 | 4–0                                        | Jeonju KCC Egis                            | Jared Sullinger (KGC)                      |                                            |                                            |
| 2021–22   | Seoul SK Knights                           | 4–1                                        | Anyang KGC                                 | Kim Sun-hyung (SK)                         |                                            |                                            |
| 2022–23   | Anyang KGC                                 | 4–3                                        | Seoul SK Knights                           | Oh Se-keun (KGC)                           |                                            |                                            |
| 2023–24   | Busan KCC Egis                             | 4–1                                        | Suwon KT Sonicboom                         | Heo Ung (KCC)                              |                                            |                                            |
| 2024–25   | Changwon LG Sakers                         | 4–3                                        | Seoul SK Knights                           | Heo Il-young (LG)                          |                                            |                                            |

### Títulos por club
| Club                      | Campeón | Finalista | Temporadas campeón                                         | Temporadas finalista                              |
| ------------------------- | ------- | --------- | ---------------------------------------------------------- | ------------------------------------------------- |
| Ulsan Mobis Phoebus       | 7       | 3         | 1997, 2006–07, 2009–10, 2012–13, 2013–14, 2014–15, 2018-19 | 1997–98, 1998–99, 2005–06                         |
| Busan KCC Egis            | 6       | 5         | 1997–98, 1998–99, 2003–04, 2008–09, 2010–11, 2023-24       | 1999–2000, 2004–05, 2009–10, 2015–16, 2020–21     |
| Wonju Dongbu Promy        | 3       | 6         | 2002–03, 2004–05, 2007–08                                  | 1997, 2003–04, 2010–11, 2011–12, 2014–15, 2017-18 |
| Seoul Samsung Thunders    | 2       | 3         | 2000–01, 2005–06                                           | 2007–08, 2008–09, 2016–17                         |
| Anyang KGC                | 4       | 1         | 2011–12, 2016–17, 2020–21, 2022-23                         | 2021–22                                           |
| Seoul SK Knights          | 3       | 4         | 1999–2000, 2017-18, 2021–22                                | 2001–02, 2012–13, 2022-23, 2024-25                |
| Goyang Orion Orions       | 2       | 1         | 2001–02, 2015–16                                           | 2002–03                                           |
| Changwon LG Sakers        | 1       | 2         | 2024-25                                                    | 2000–01, 2013–14                                  |
| Suwon KT Sonicboom        | 0       | 1         |                                                            | 2006–07, 2023-24                                  |
| Incheon ET Land Elephants | 0       | 1         |                                                            | 2018–19                                           |